# 두르샤루킨
두르 샤루킨(아랍어: دور شروكين)은 아시리아의 고대도시로 현재 이라크의 코르사바드였다.

## 지도
| 모술바그다드테헤란유프라테스강티그리스강니푸르기르수라가시마라드우루크우바이드우르에리두키시수사안샨마리아카드이신라르사바빌론아수르니네베님루드두르샤루킨class=notpageimage\| 메소포타미아의 고대 도시들 : 수메르의 도시 : 엘람의 도시 : 아카드 제국의 도시 : 아모리인의 도시 : 바빌로니아의 도시 : 아시리아의 도시 : 현대의 이라크 · 이란의 도시 |

## 유적
사르곤 2세의 도시 유적과 왕궁은 1840년대에 모술의 프랑스 총독 피에르 에밀 보타에 의해 발굴되었다. 발굴품들은 현재 루브르 박물관과 대영 박물관에서 전시되어 있다.

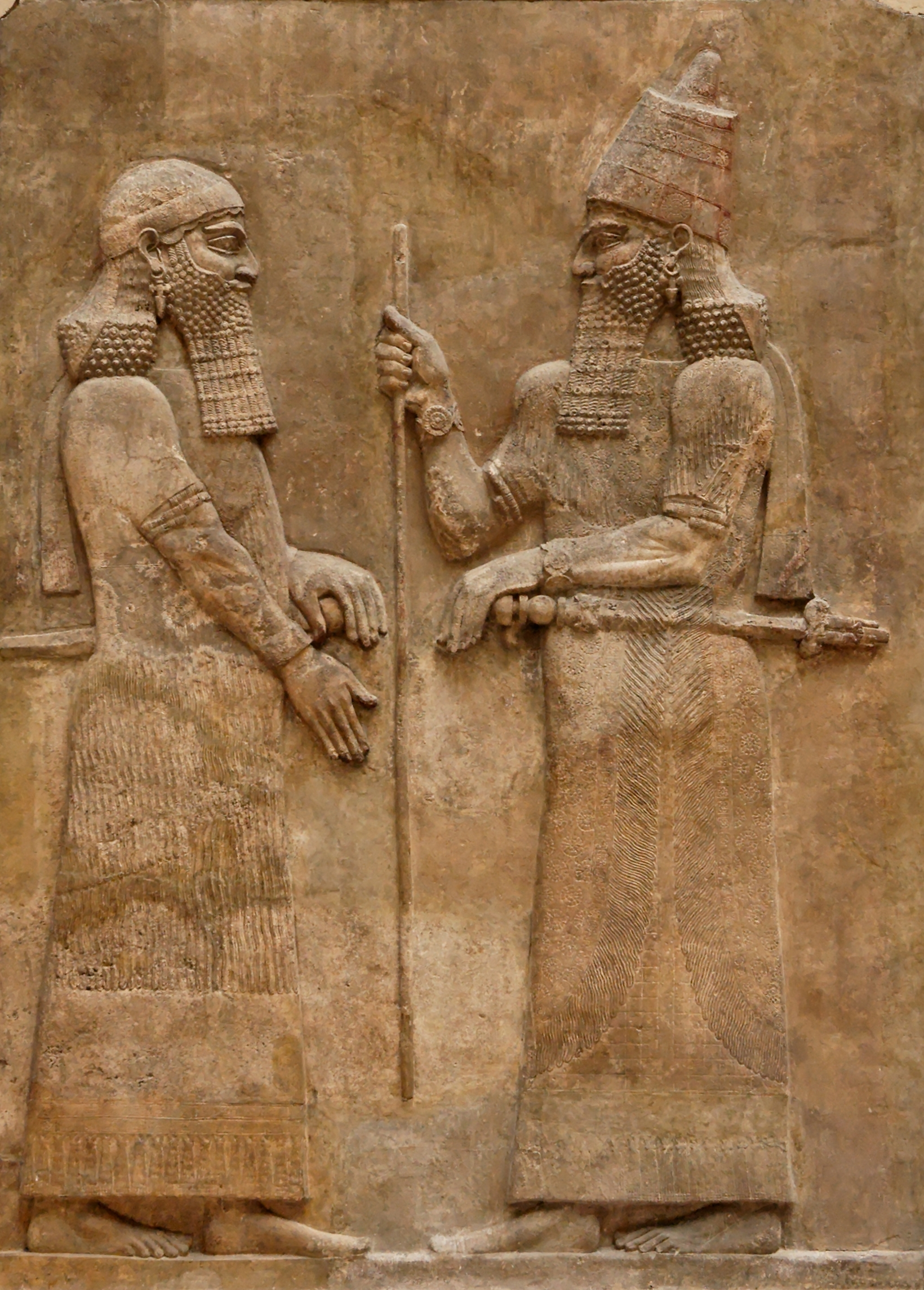
제사장과 사르곤 2세
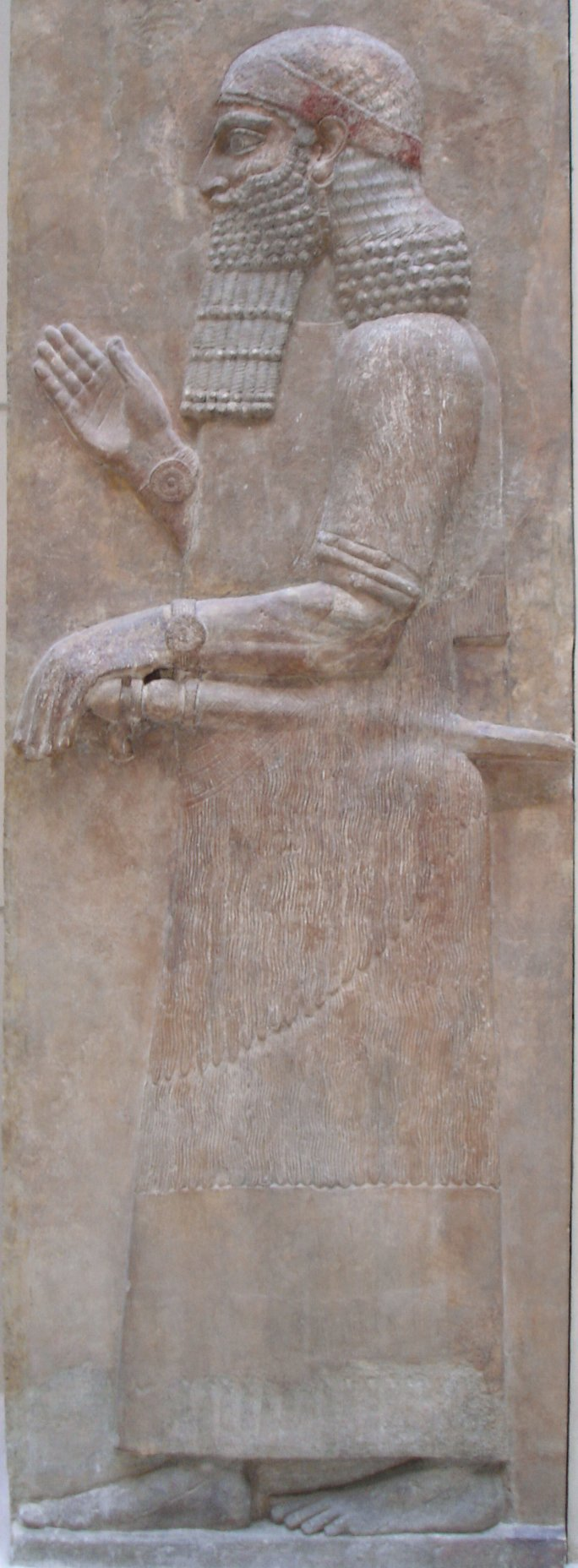
제사장
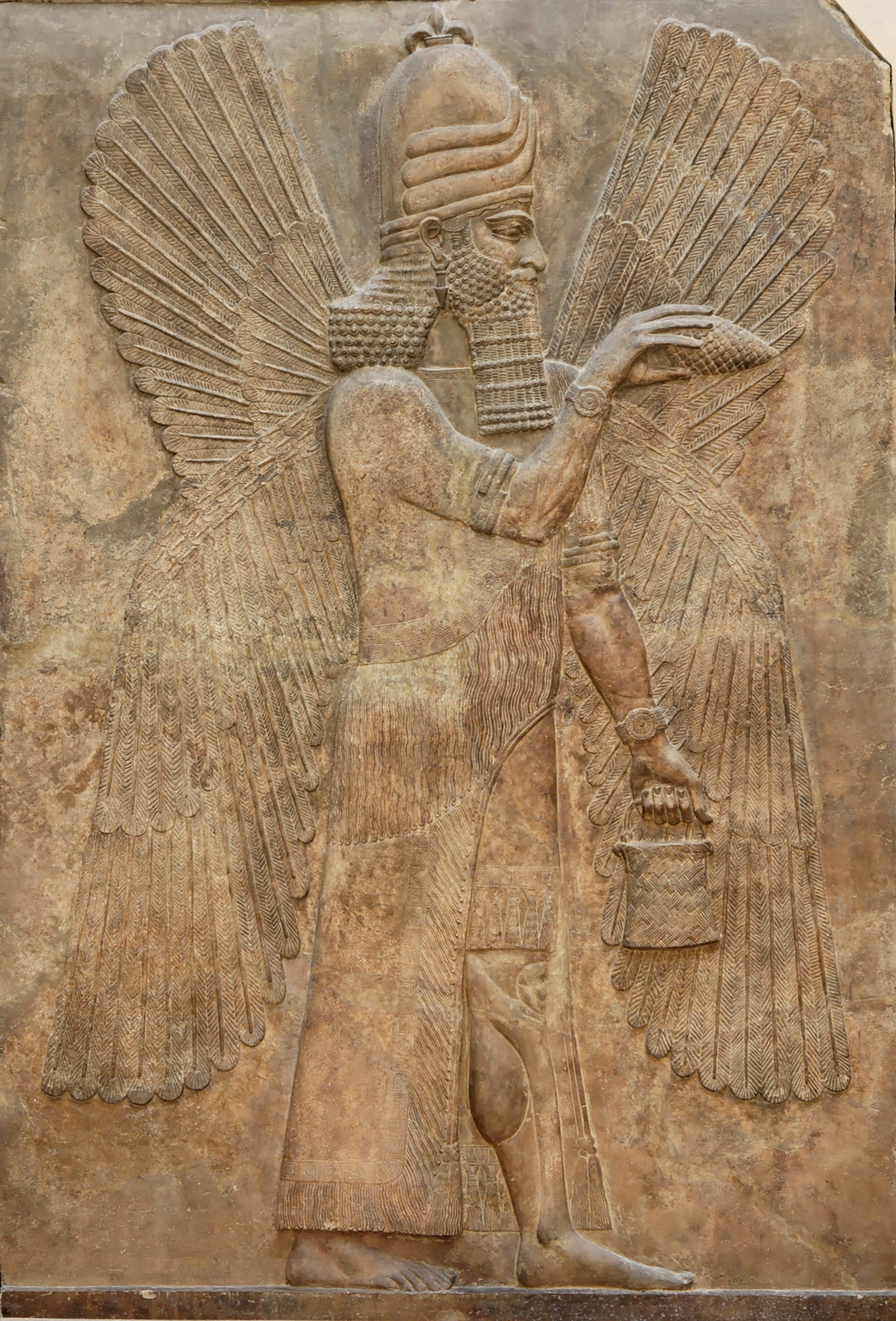
축복하는 지니
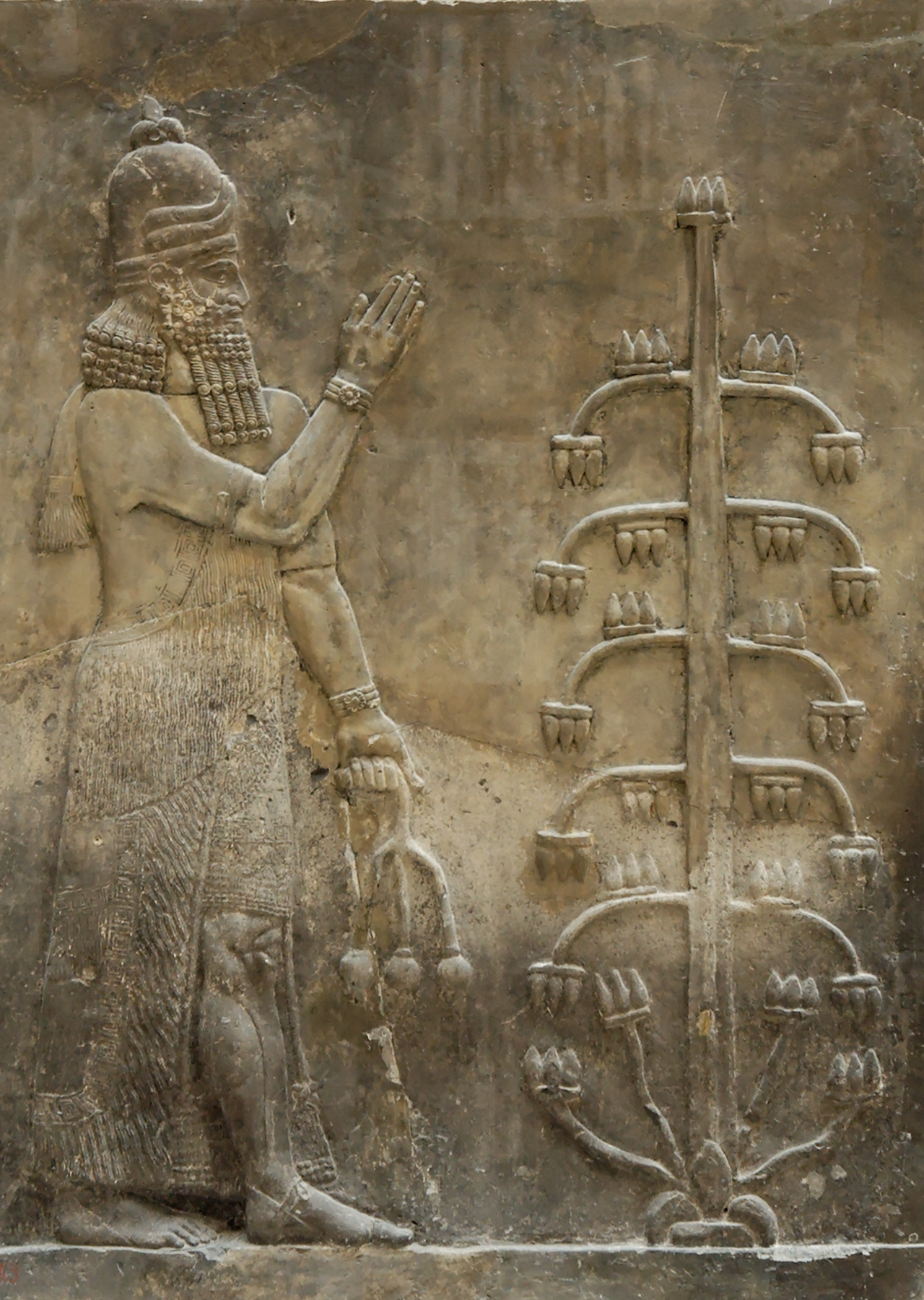
꽃을 든 지니
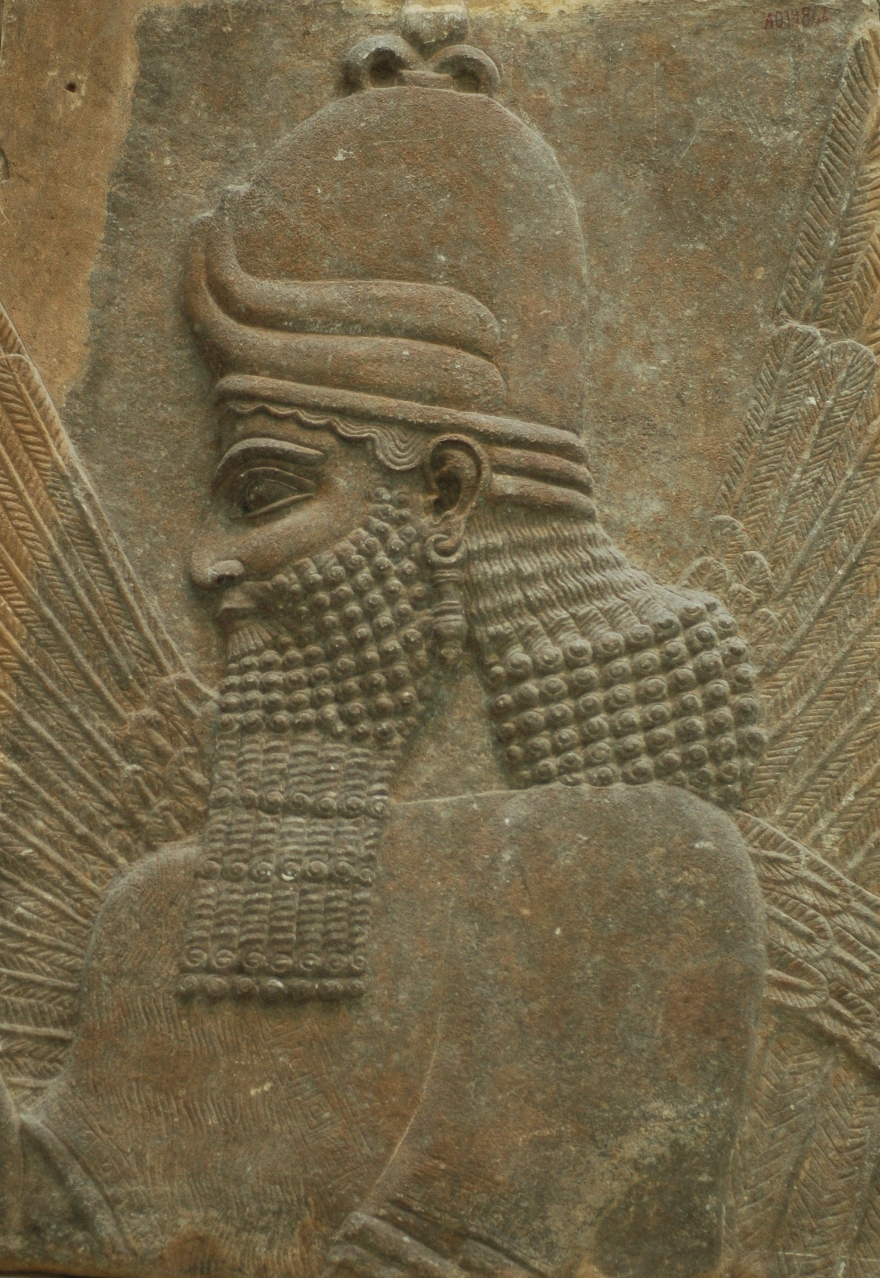
축복하는 지니 조각
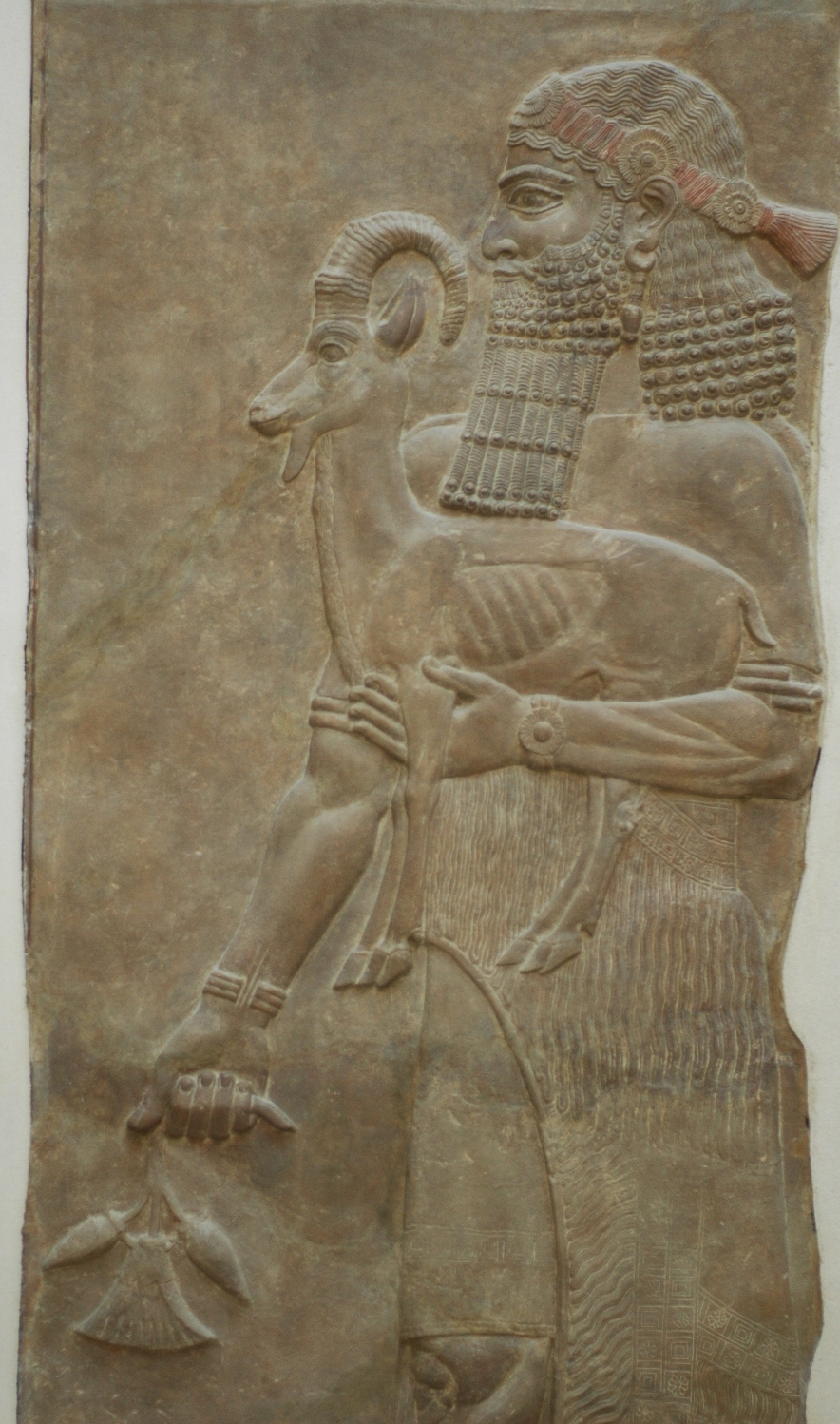
염소와 꽃을 든 사람
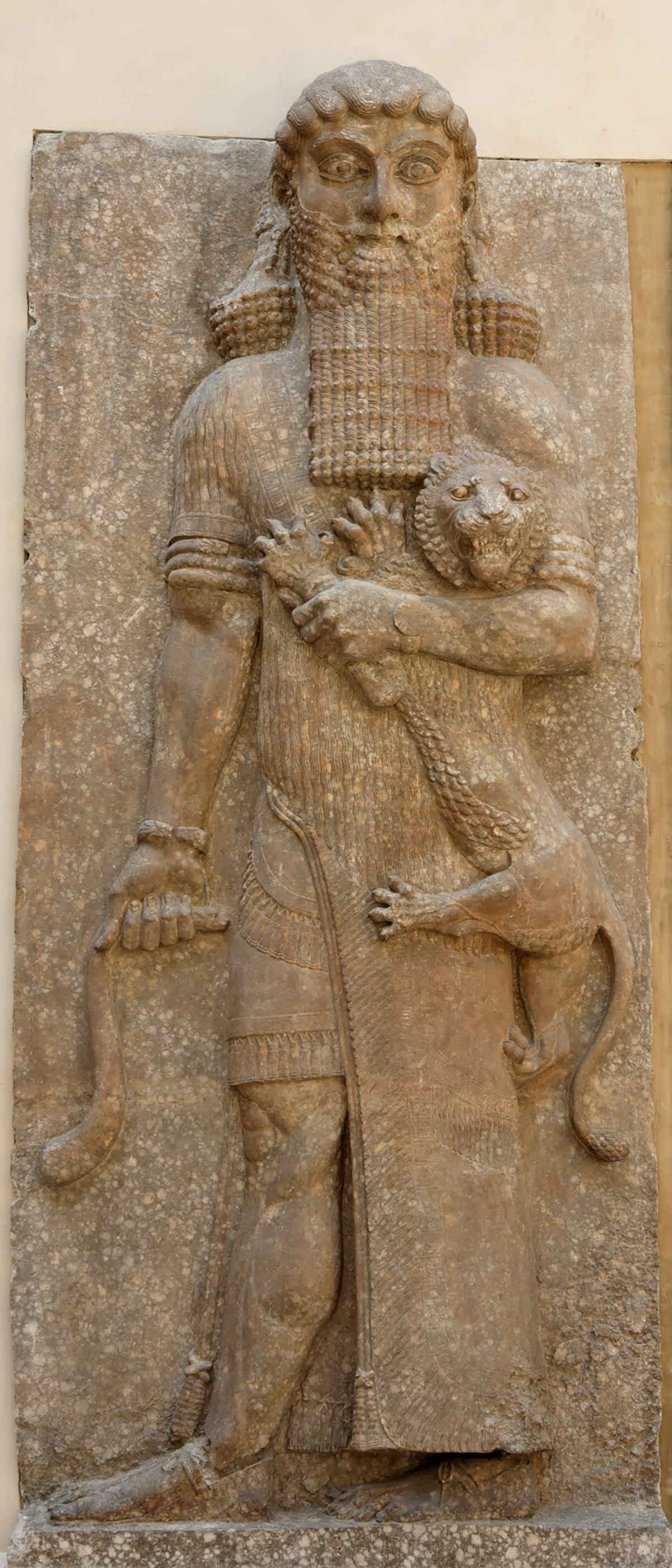
영웅과 사자
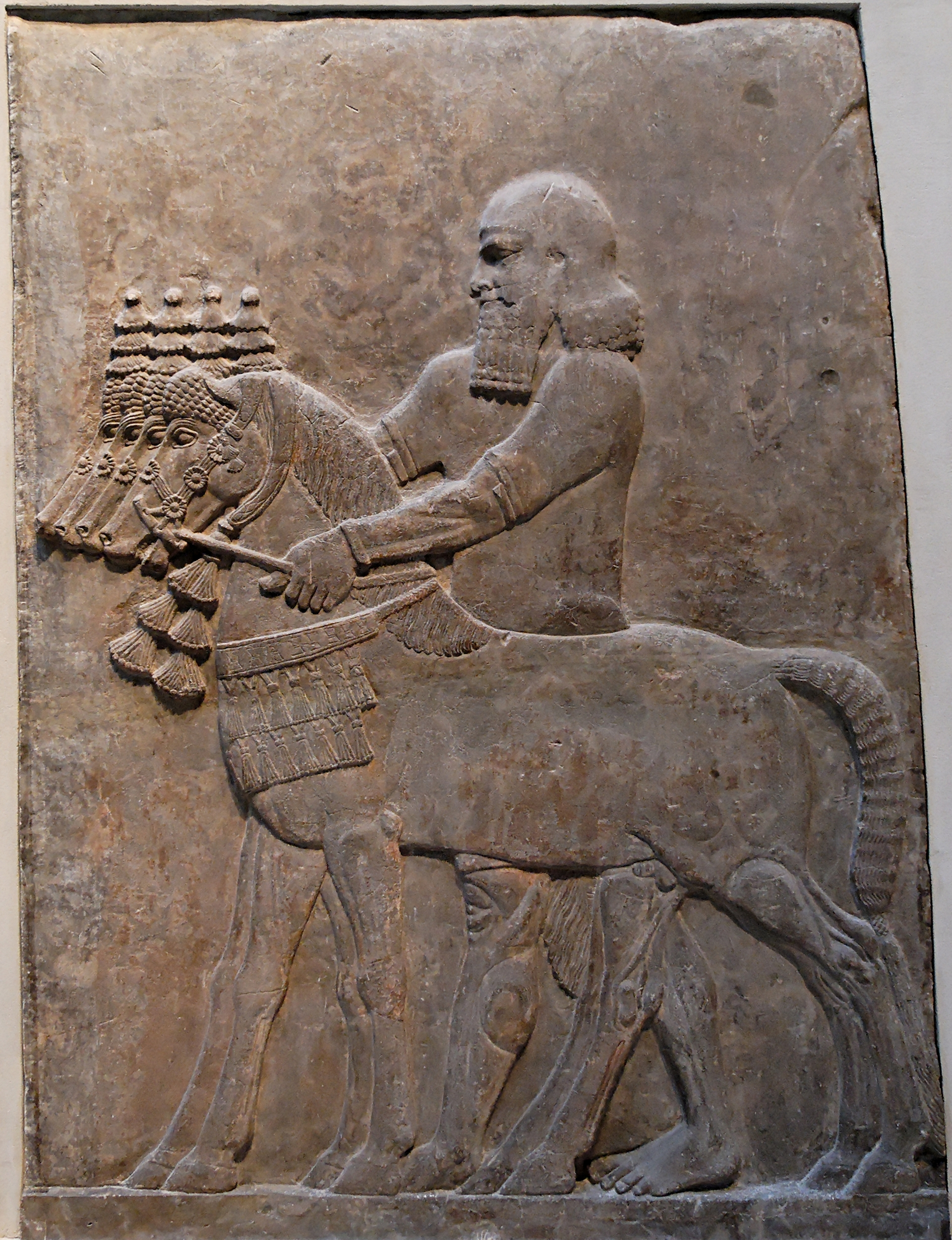
말을 끄는 신랑
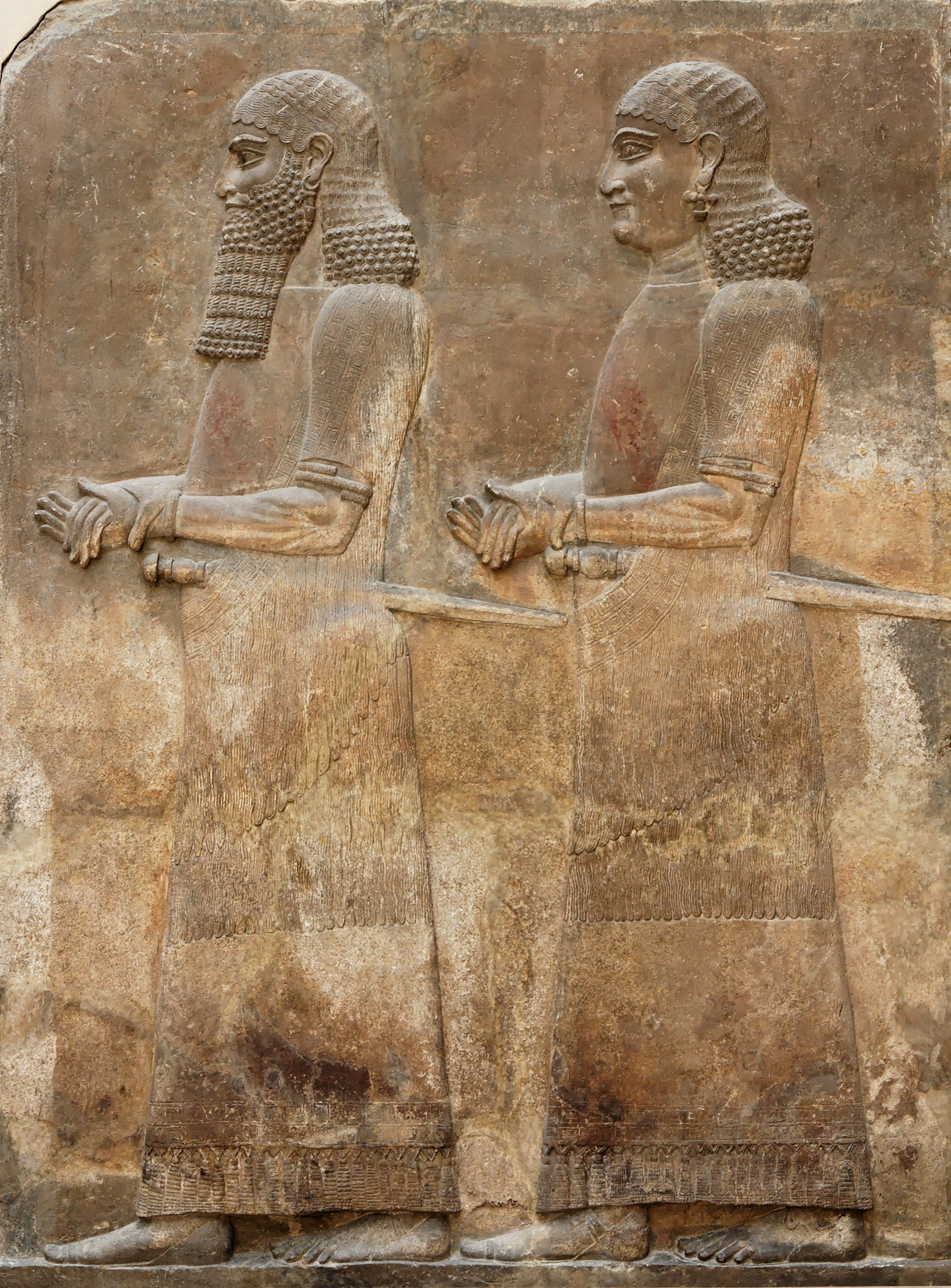
두 시민 하인
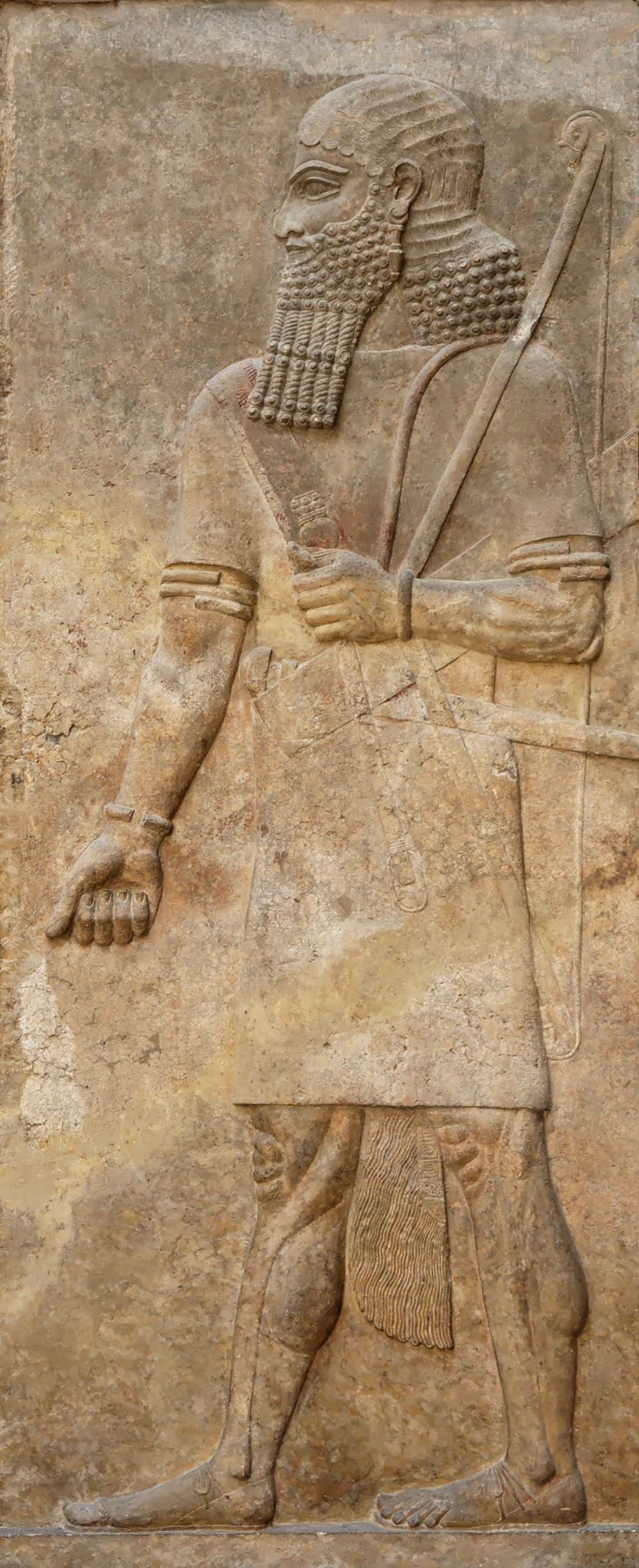
전사
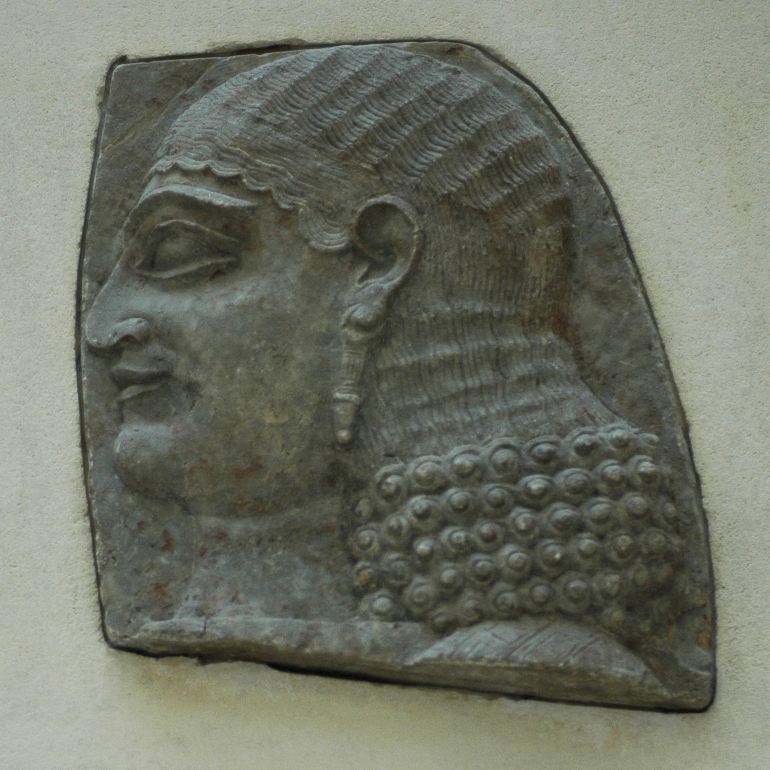
하인
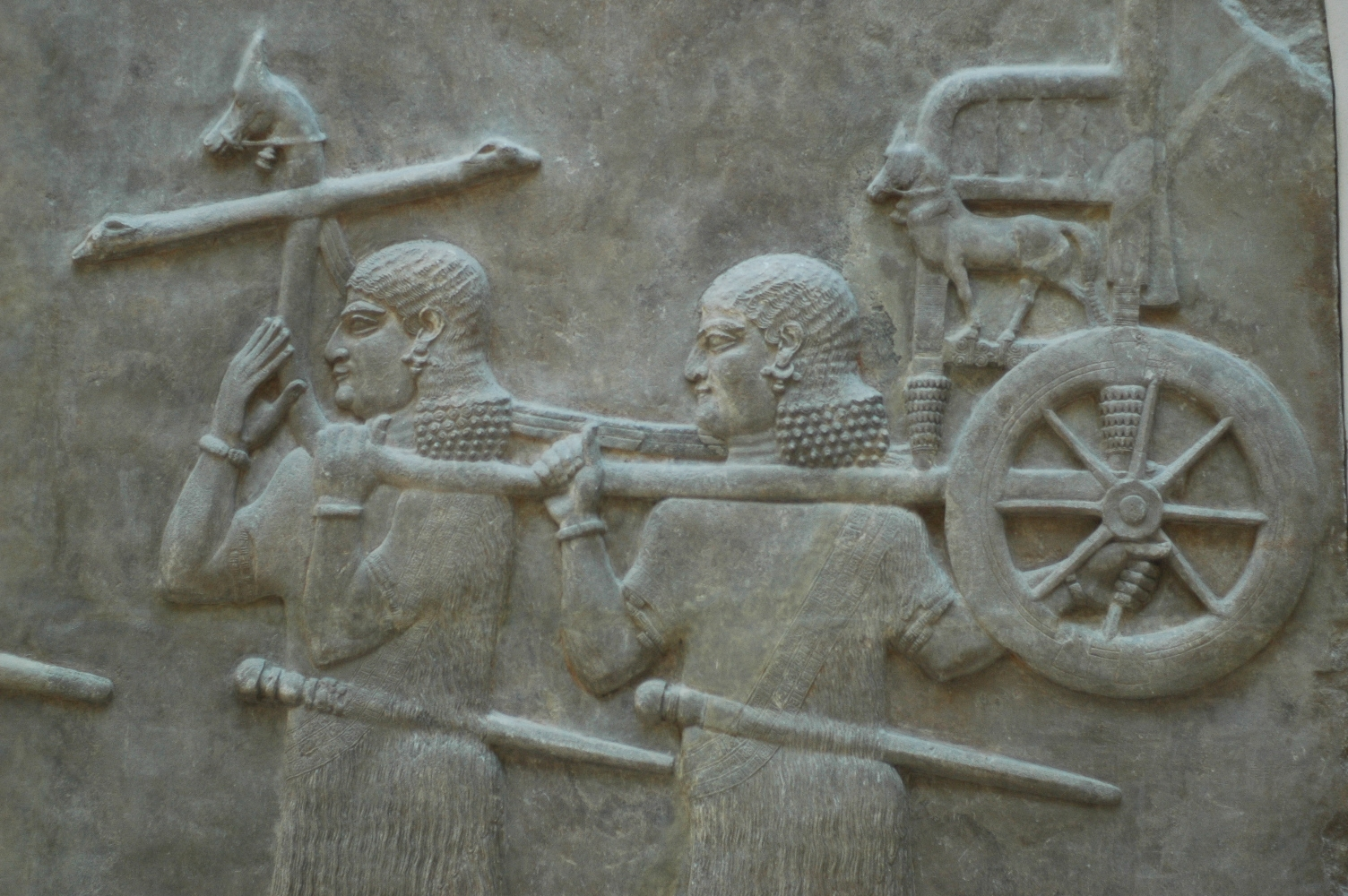
왕좌를 든 하인

## 셰두
셰두는 메소포타미아의 인간의 머리를 지닌 날개달린 황소이다.

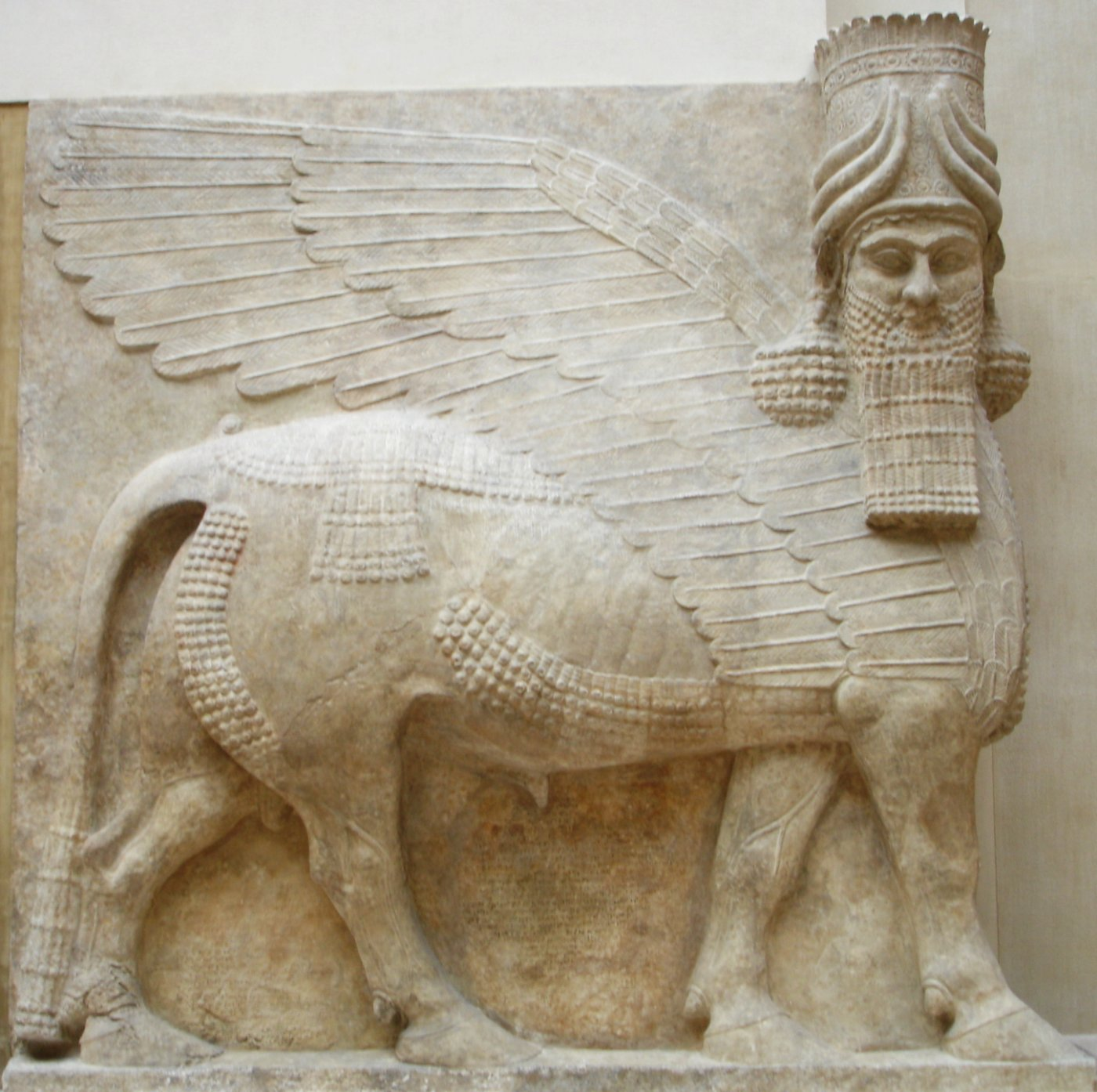
왼쪽을 향한 셰두
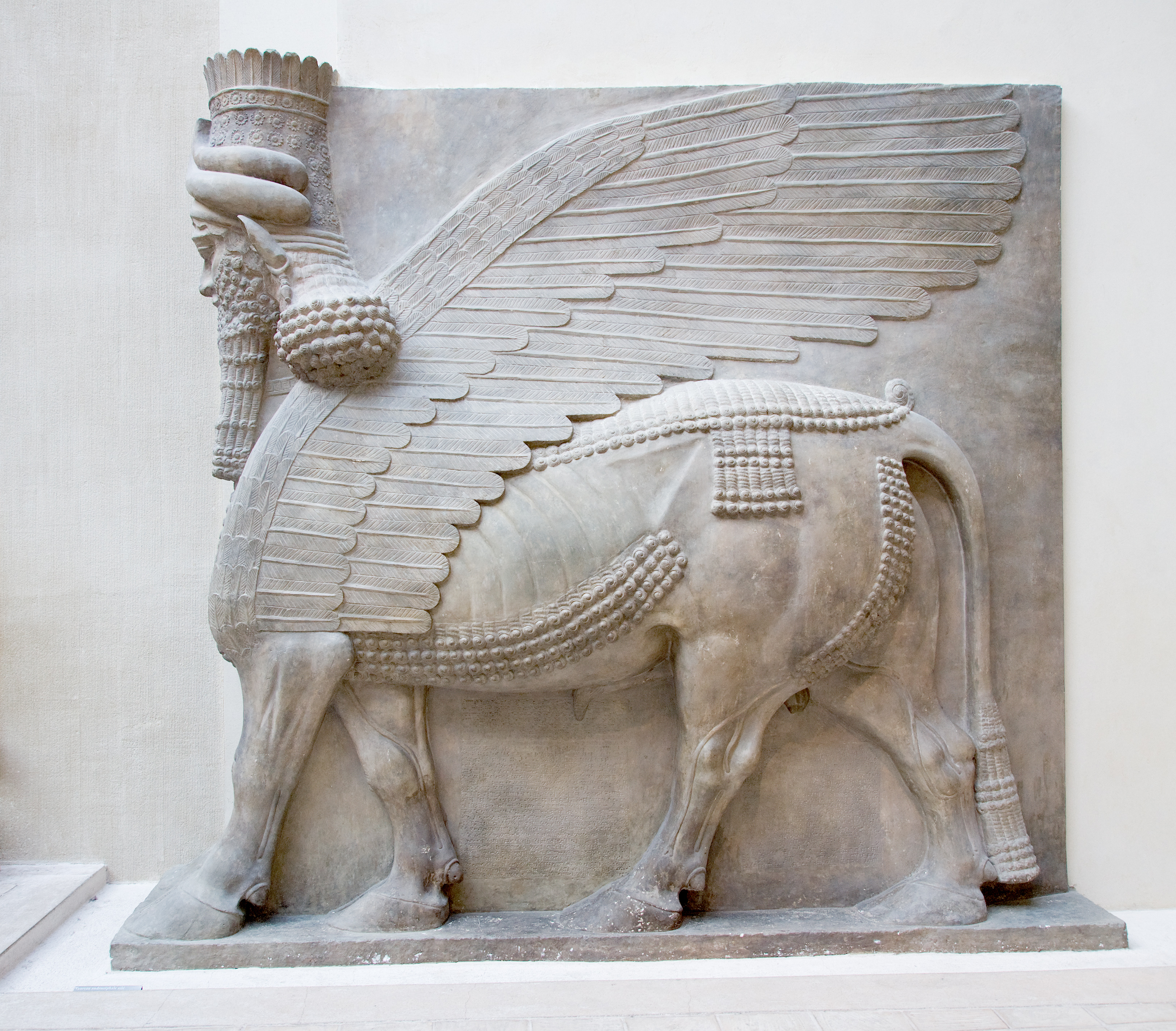
오른쪽을 향한 셰두
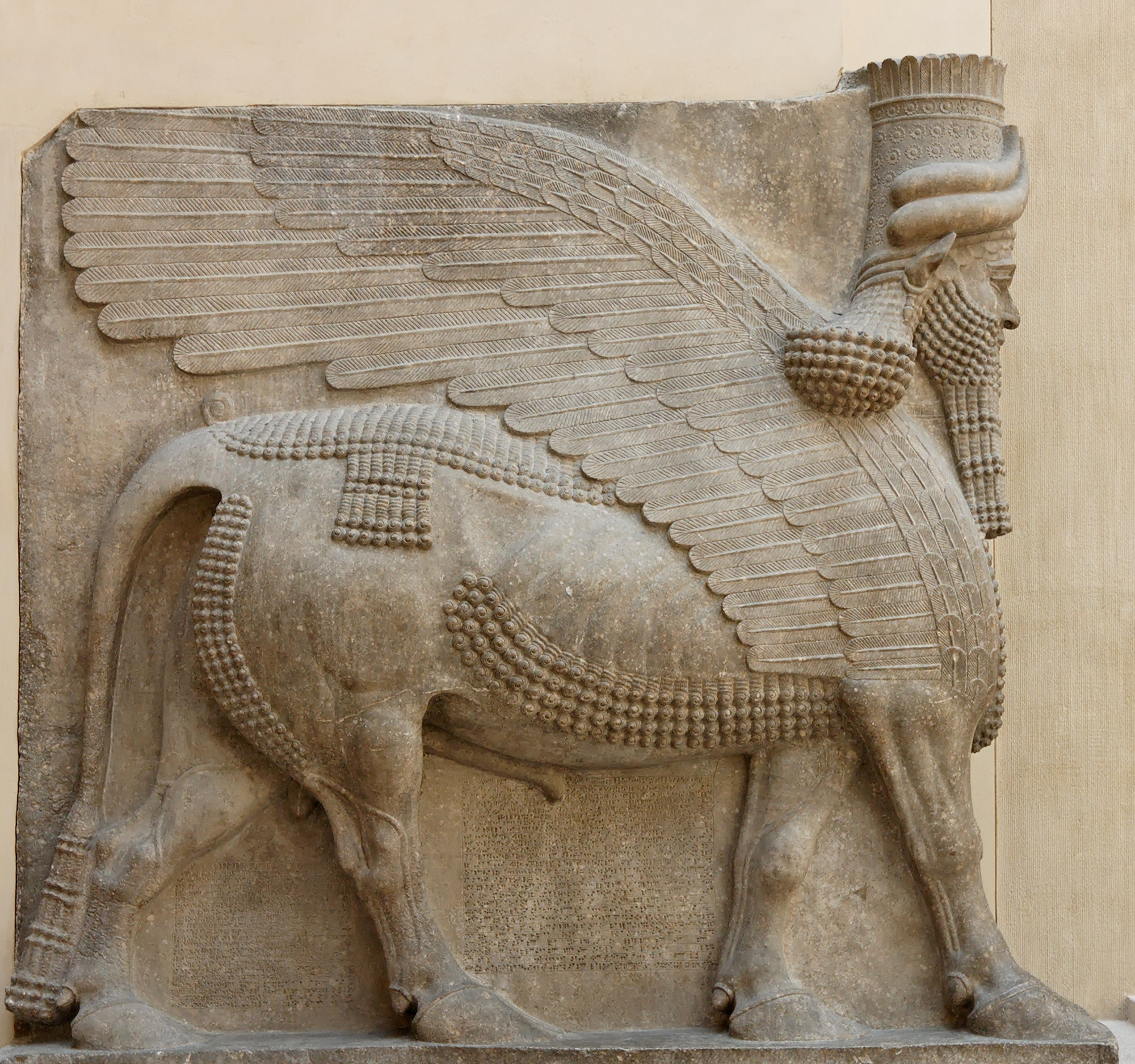
셰두
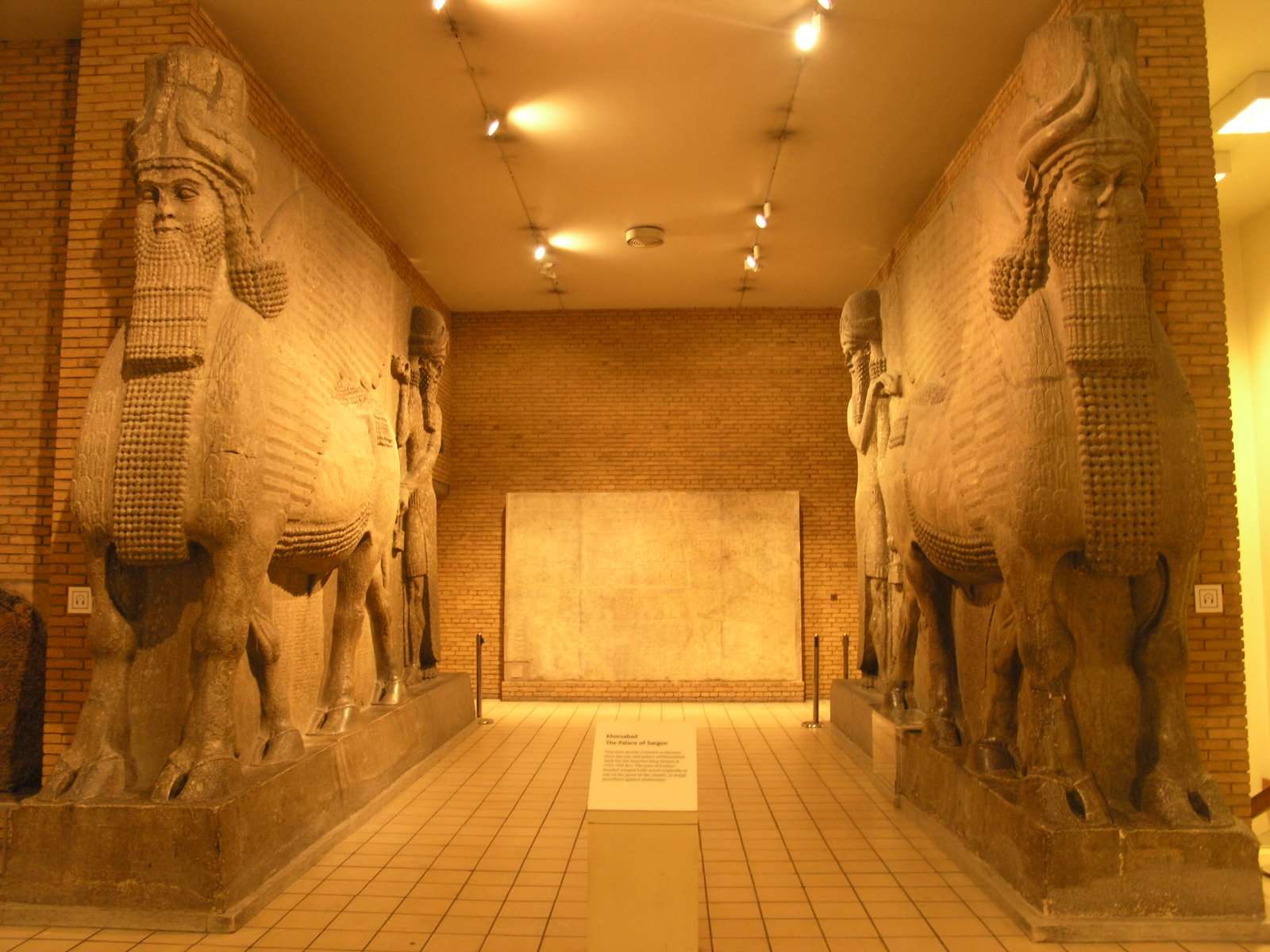
도시의 문, 대영 박물관

## 케다르의(cedar) 운송

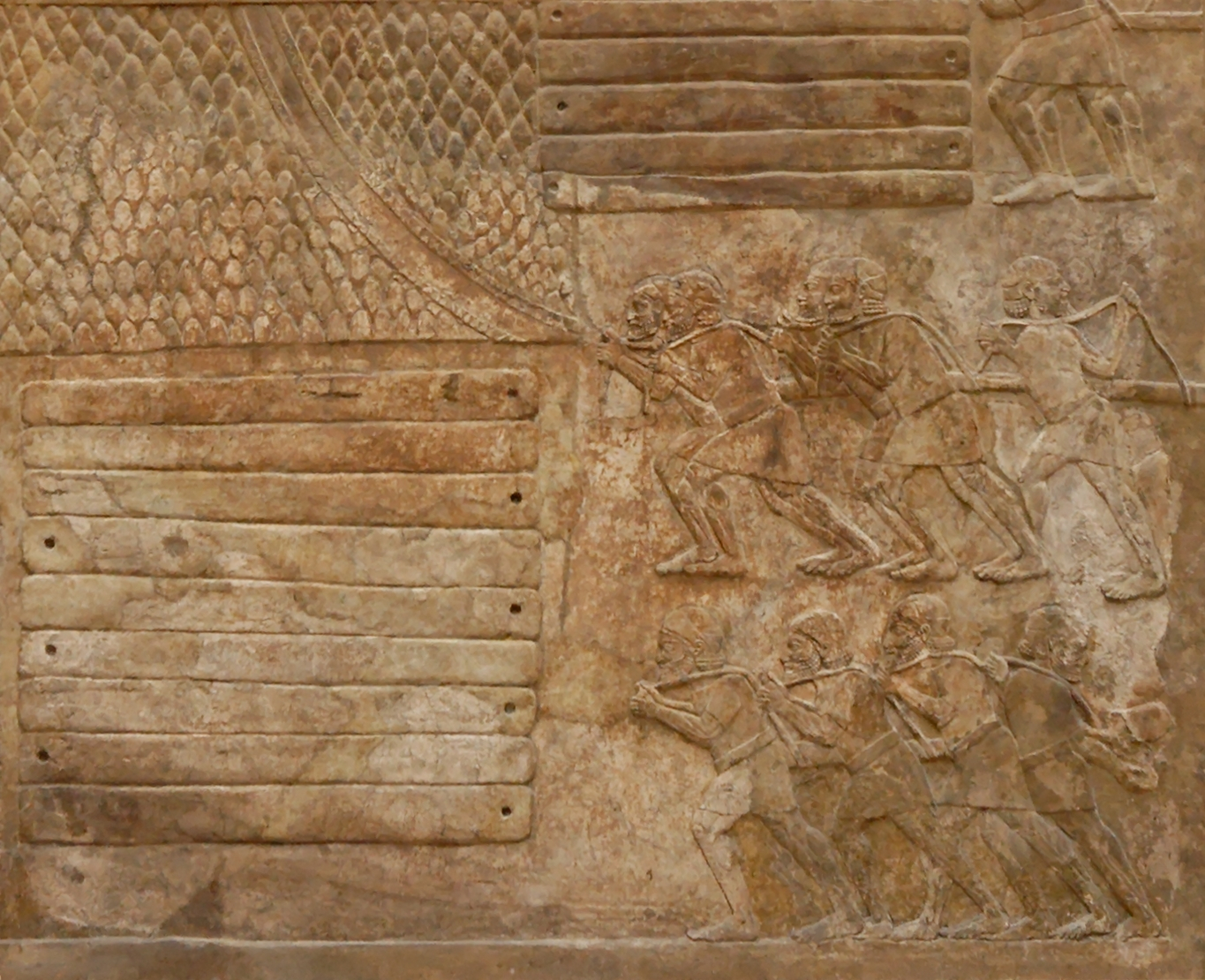
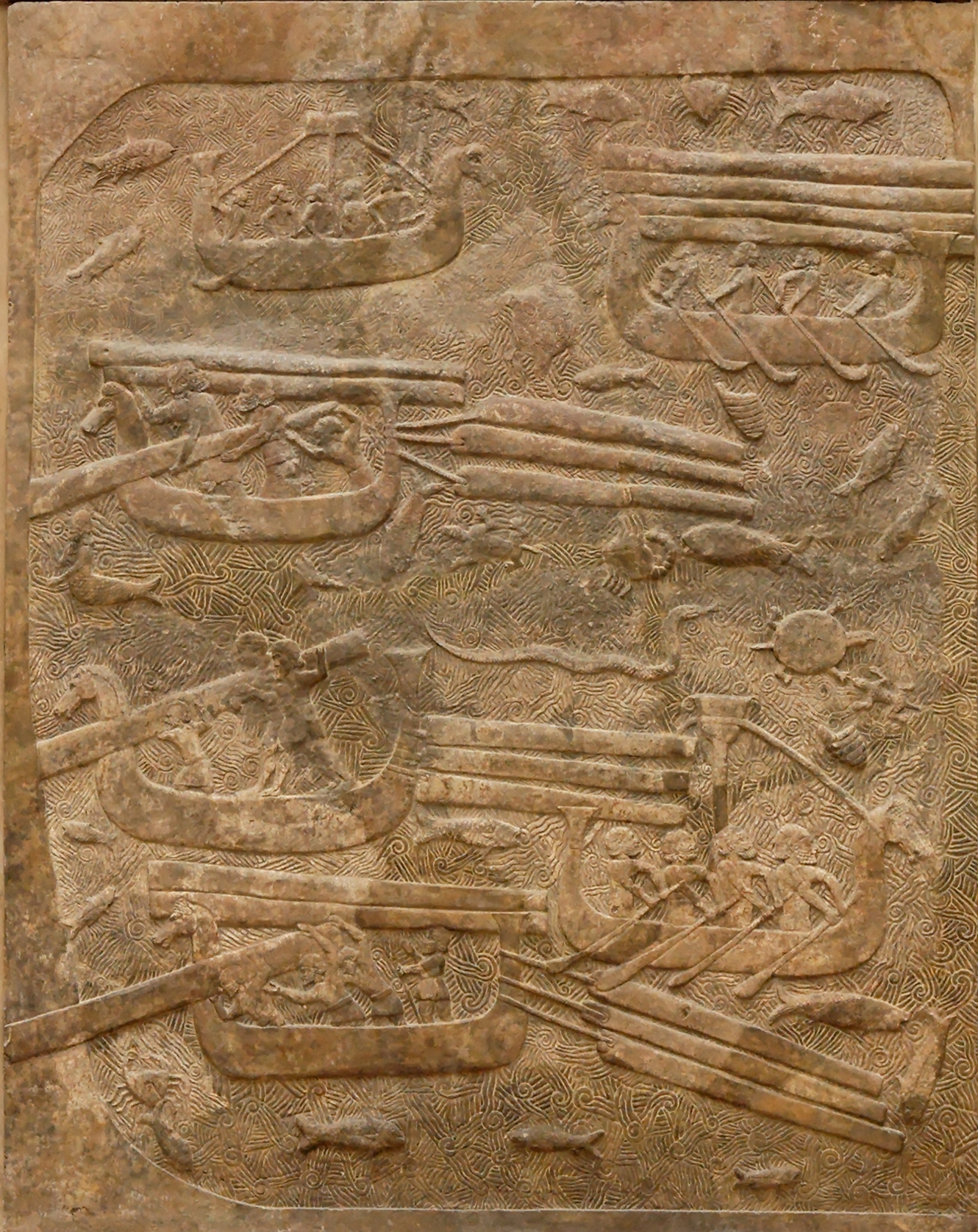
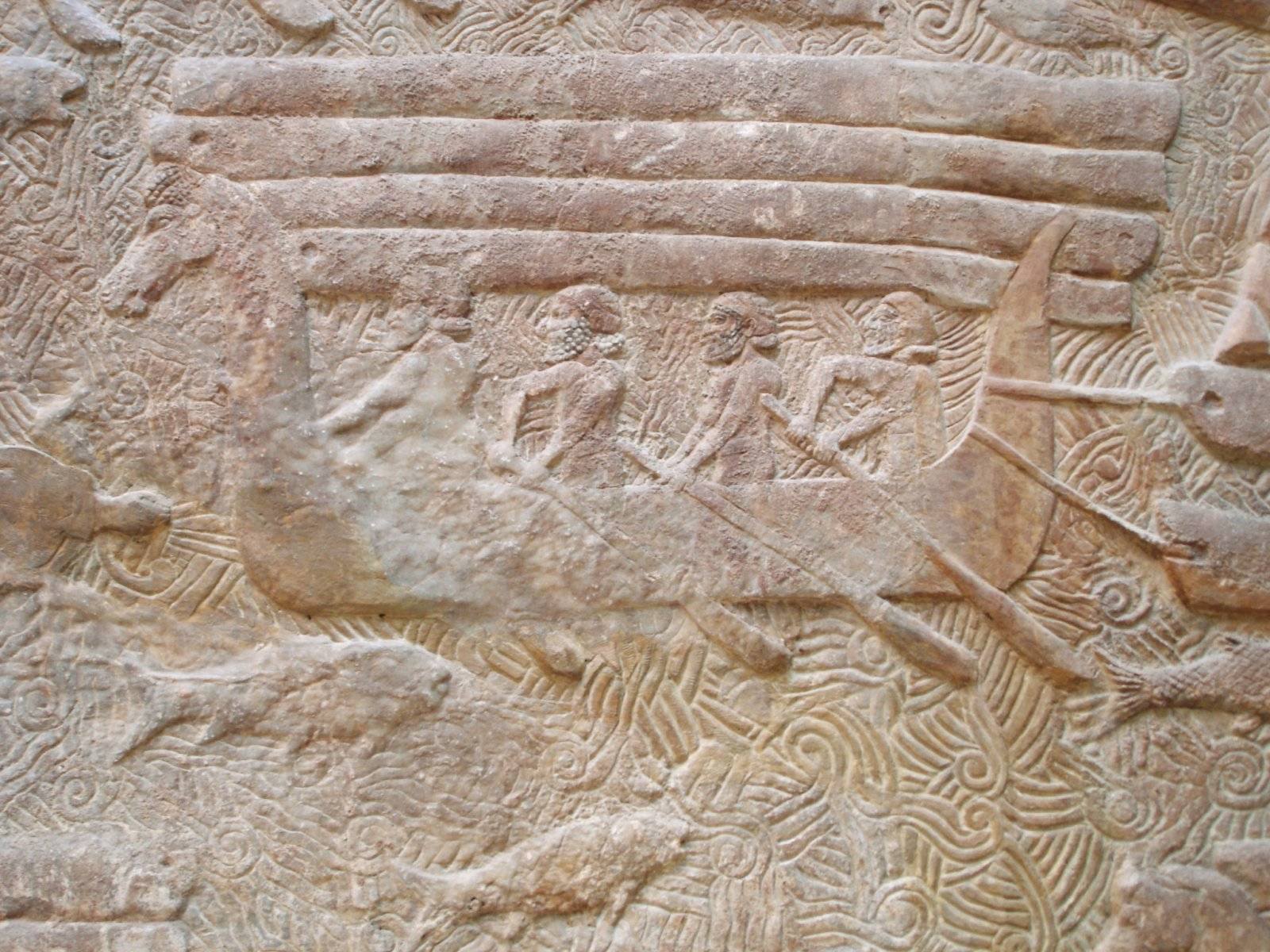
(후자의 세부 )